# Sentiero delle lacrime

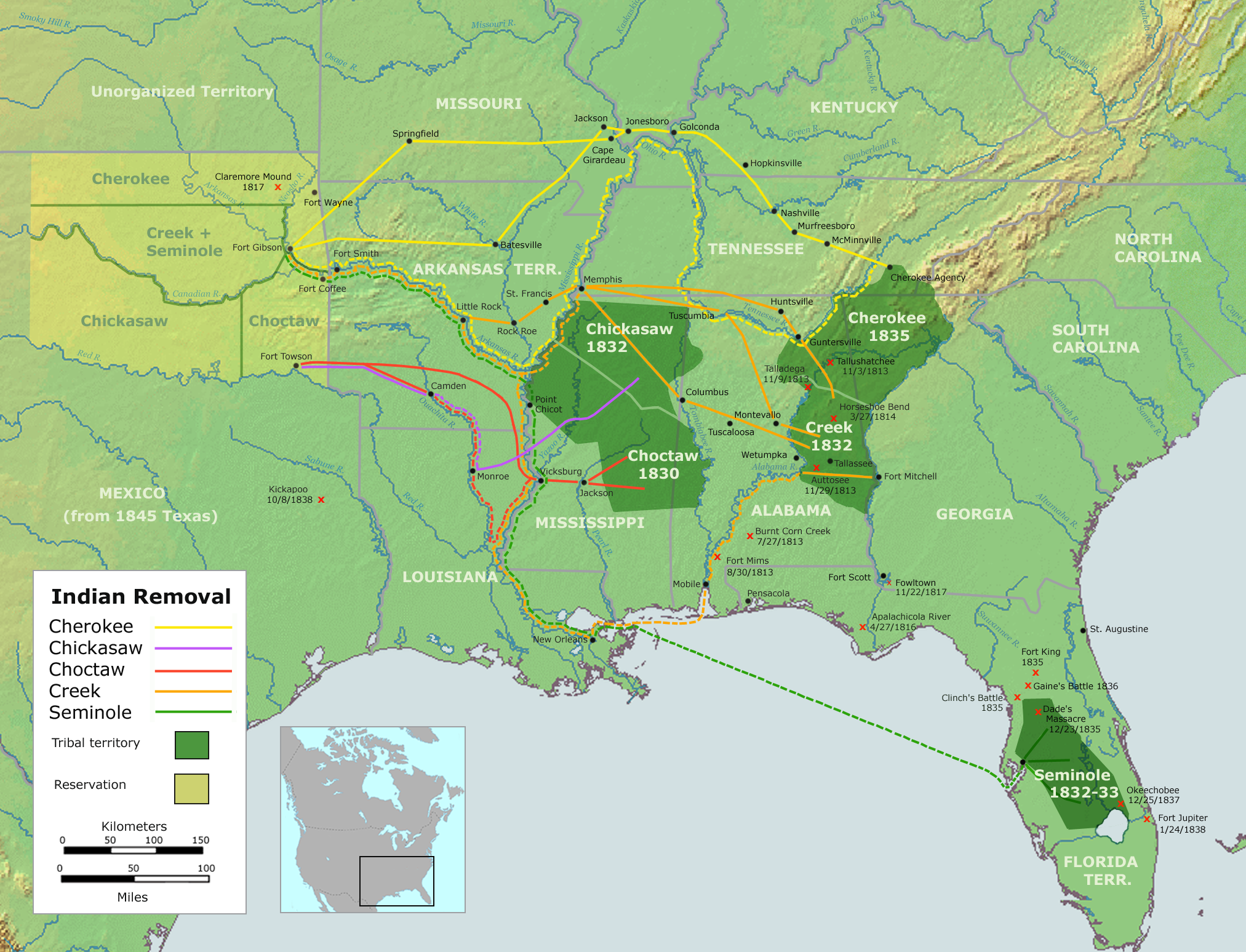
Vie della deportazione percorse dai Choctaw, Seminole, Muscogee, Chickasaw, e Cherokee.

Il sentiero delle lacrime fu una deportazione forzata dei nativi americani dalle loro terre d'origine fino al territorio indiano (oggi Oklahoma), negli Stati Uniti occidentali, avvenuto perlopiù a marce forzate. La frase è originata dalla descrizione della deportazione della nazione Choctaw nel 1831.

## Storia
Molti nativi americani soffrirono di freddo, malattie e fame durante i loro trasferimenti, e molti morirono, compresi, per esempio, 4.000 dei 15.000 Cherokee deportati. Migliaia di afro-americani sia liberi che schiavi (come schiavi che accompagnavano i loro padroni nativi americani e come ex-schiavi fuggiti che erano assistiti da, assimilati da, o sposati a membri delle tribù) accompagnarono le nazioni trasferite lungo il "Sentiero delle lacrime".
Nel 1830, i Cherokee, Chickasaw, Choctaw, Creek e Seminole (a volte ci si riferisce loro come le Cinque Tribù Civilizzate) vivevano come nazioni autonome in quello che sarebbe stato chiamato profondo sud degli Stati Uniti. Il processo di trasformazione culturale (proposto da George Washington ed Henry Knox) prese impeto soprattutto tra Cherokee e Choctaw. La deportazione indiana venne proposta per la prima volta da Thomas Jefferson. 
Andrew Jackson fu il primo presidente statunitense a implementare la deportazione con l'Indian Removal Act nel 1830. Nel 1831 vennero deportati i Choctaw, che divennero un modello per le altre deportazioni. Dopo i Choctaw toccò ai Seminole nel 1832, poi ai Creek nel 1834, di seguito ai Chickasaw nel 1837, ed infine ai Cherokee nel 1838 durante la presidenza di Martin Van Buren. Deportazioni (da diversi settori del Nord America) continuarono verso il territorio indiano fino alla seconda metà del XIX secolo.

### Emigrazione volontaria dei Choctaw

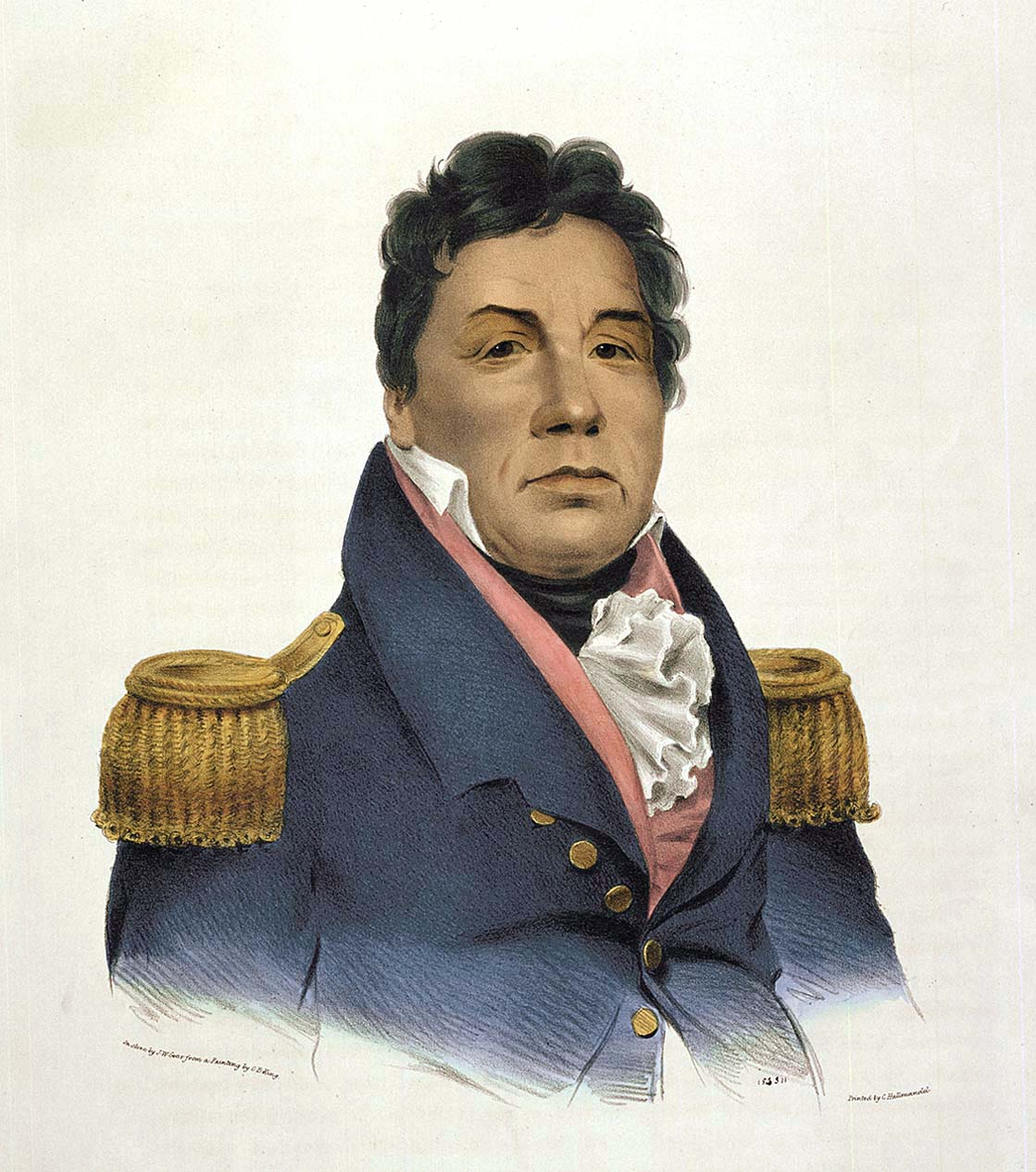
Capo Choctaw /Generale U.S.A. Pushmataha, 1824.

La nazione Choctaw risiedeva in quelli che sono ora gli stati U.S.A. dell'Alabama, del Mississippi, e della Louisiana. Dopo una serie di trattati iniziata nel 1801, il territorio della nazione Choctaw era stato ridotto a 45.000 km². Il trattato di Dancing Rabbit Creek cedette il resto del territorio agli Stati Uniti e fu ratificato all'inizio del 1831. Le deportazioni furono approvate solo dopo che nel trattato di Dancing Rabbit Creek venne concessa la possibilità ad alcuni Choctaw di rimanere. Il capo Choctaw George W. Harkins scrisse al popolo statunitense prima che la deportazione cominciasse:

## Altre tribù deportate
Molte tribù vennero deportate dal Nord America. Tra queste:
- Shawnee: la deportazione iniziò nel 1815 e si concluse alla fine del 1830;
- Ottawa
- Quapaw
- Seneca-Cayuga
- Osage
- Ponca
- Pawnee
- Potawatomi
- Kickapoo
- Caddo
- Wichita
- Delaware o Lenape
- Cheyenne
- Arapaho
- Kiowa
- Apache
- Comanche
- Kaw
- Modoc
- Miami
- Wyandot

## Filmografia
- The Trail of Tears: Cherokee Legacy, regia di Chip Richie (2006)